# Grenville Hair
Kenneth Grenville Arthur Hair, född 16 november 1931 i Burton-upon-Trent, England
, död 7 mars 1968 i Bradford, var en engelsk professionell fotbollsspelare och manager.
Hair spelade enbart för en klubb, Leeds United, under hela sin 18-åriga karriär från 1948 till 1964 och spelade som vänsterback totalt 474 matcher och gjorde två mål, varav 443 ligamatcher och ett ligamål, för klubben. Efter spelarkarriären fortsatte han som manager i Wellington Town och Bradford City.